# Mourholme

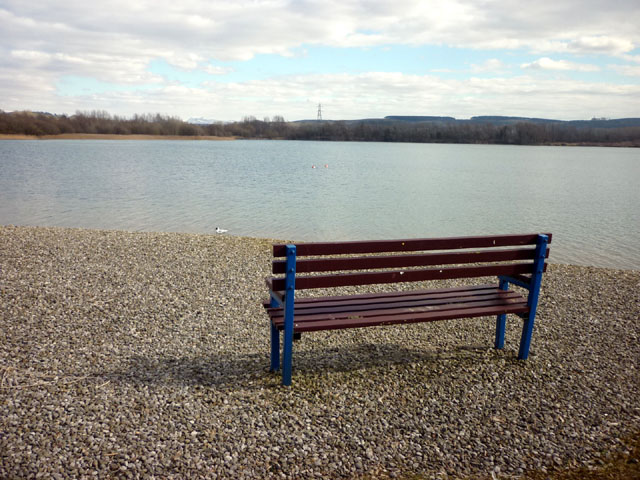
Anstelle des Mourholme Castle liegt heute der Pine Lake, eine geflutete Kiesgrube und Zentrum eines Erholungsparks.

Mourholme, auch Maurholme, Morhull, oder Merhull, waren die Namen einer Grundherrschaft und einer Burg in der heutigen Gemeinde Warton, nördlich von Carnforth in der englischen Grafschaft Lancastershire. Die Garnison der Burg Merhull unter Gilbert FitzReinfred ergab sich 1216 den Truppen König Johann Ohnelands. Man weiß nicht, ob die Burg aus Stein oder Holz bestand.
In einem Teil des Anwesens wurden 1975 Ausgrabungen durchgeführt. Damals waren die Überreste durch den Kiesabbau schon weitgehend zerstört. Zwischenzeitlich wurde die frühere Kiesgrube geflutet und bildet heute den Pine Lake östlich der Staatsstraße A6 und westlich der Autobahn M6.
Der Name ist heute noch im Titel der „Mourholme Local History Society: The Society for the Old Parish of Warton, Lancashire“ erhalten, die sich um die Geschichte der Gemeinden Borwick, Carnforth, Priest Hutton, Silverdale, Yealand Conyers und Yealand Redmayne kümmert. Die Gesellschaft veröffentlicht The Mourholme Magazine of Local History.